# Steppin' and Shakin'
「Steppin' and Shakin'」（ステッピン・アンド・シェイキン）は、日本のアイドルグループDA PUMPの15枚目のシングルである。2001年7月11日発売。発売元はavex tune。

## 概要
- 前作から3ヶ月ぶりとなるシングル。
- PVは群馬県高崎市の廃墟跡の製紙工場で撮影された。
- 売り上げ枚数14万370枚。
- 第43回日本レコード大賞にて金賞受賞。
- 2001年7月10日AX MUSIC-TVに出演。
- 2001年7月21日COUNT DOWN TVに出演。
- 2001年7月23日HEY!HEY!HEY! MUSIC CHAMPに出演。

## 収録曲
全作曲・編曲：富樫明生
1. Steppin' and Shakin'(4:32)
作詞：m.c.A・T・KEN
2. Angelize(4:25)
作詞：m.c.A・T
3. One Love(3:42)
作詞：m.c.A・T
4. Steppin' and Shakin' (original karaoke)(4:32)
5. Angelize (original karaoke)(4:25)
6. One Love (original karaoke)(3:42)

## 収録アルバム

### Steppin' and Shakin'
- オリジナル『THE NEXT EXIT』（2002年2月20日）
- ライブ『Da Best of DA PUMPJAPAN TOUR 2003 REBORN』（2003年11月27日）
- ベスト『Da Best of Da Pump 2 +4』（2006年3月8日）
- ベスト『THANX!!!!!!! Neo Best of DA PUMP』（2018年12月12日）

### Angelize
- オリジナル『THE NEXT EXIT』（2002年2月20日）

## タイアップ
- Steppin' and Shakin'：ホーユー「Beauteen」CMソング
- Angelize：明治乳業「明治エッセルスーパーカップ」CMソング
- One Love：シャープ「1ビットデジタルオーディオ Auvi」CMソング